# Aleurocanthus imperialis
Aleurocanthus imperialis là một loài côn trùng cánh nửa trong họ Aleyrodidae, phân họ Aleyrodinae.
Aleurocanthus imperialis được Cohic miêu tả khoa học đầu tiên vào năm 1968.